# Fontus
Pour les articles homonymes, voir Font et Fontus (homonymie).
Dans la mythologie romaine, Fontus (appelé aussi Fons, Font ou Fontanus) était le dieu des sources et des eaux courantes. Il est le fils de Janus et de Juturne.

## Culte
À Rome, un temple lui était dédié au nord du Capitole. Les Romains célébraient ce dieu le 13 octobre lors des Fontinales (Fontanalia) ; on jetait des couronnes dans les sources, couronnait la margelle des puits (De la Langue Latine, Varron) et on offrait des libations devant la porte Fontinale à Rome.
À l'image de la déesse Furrina (divinité des eaux souterraines), il fut progressivement relégué au rang de divinité secondaire.

## Évocation moderne

### Géographie
Le lac de Fontus en Antarctique est nommé d'après le dieu Fontus.